# Helen Allingham
Helen Allingham (26 de setembre del 1848 - 28 de setembre del 1926) fou una il·lustradora i pintora d'aquarel·les anglesa de la Era Victoriana.
Helen Allingham va néixer el 26 de setembre del 1848 amb el nom d'Helen Mary Elizabeth Paterson a Swadlincote, Derbyshire filla d'Alexander Henry Paterson, un doctor, i Mary Herford Paterson. Helen fou la més jove de les set germanes. La família es traslladà a Altrincham quan ella tenia sis anys. L'any 1868 el seu pare i la seva germana gran Isabel van morir de diftèria en una epidèmia.
Existeix una Helen Allingham Society (Societat Helen Allingham) fundada l'any 2000.
La Burgh House, a Hampstead, té la major col·lecció del seu treball en tot el món.

## Pintures

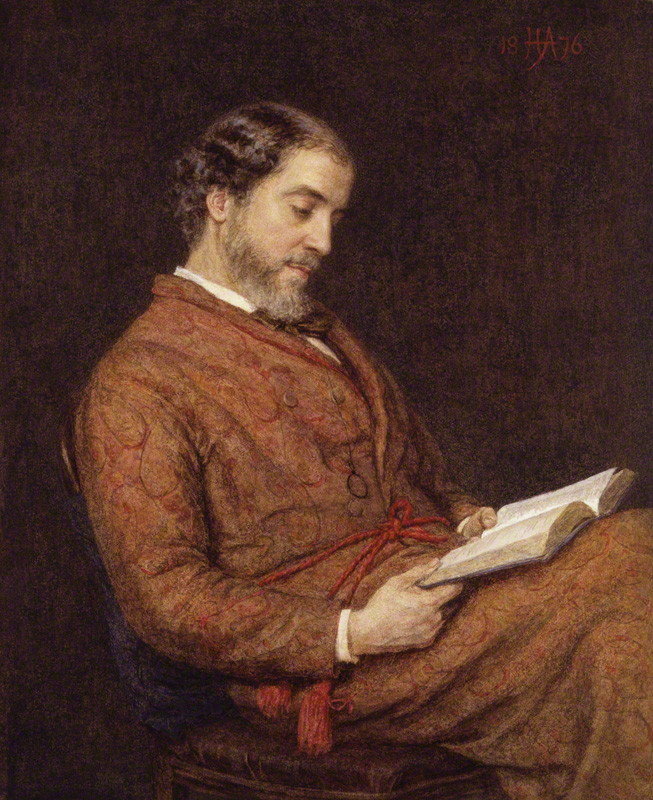
William Allingham 1876
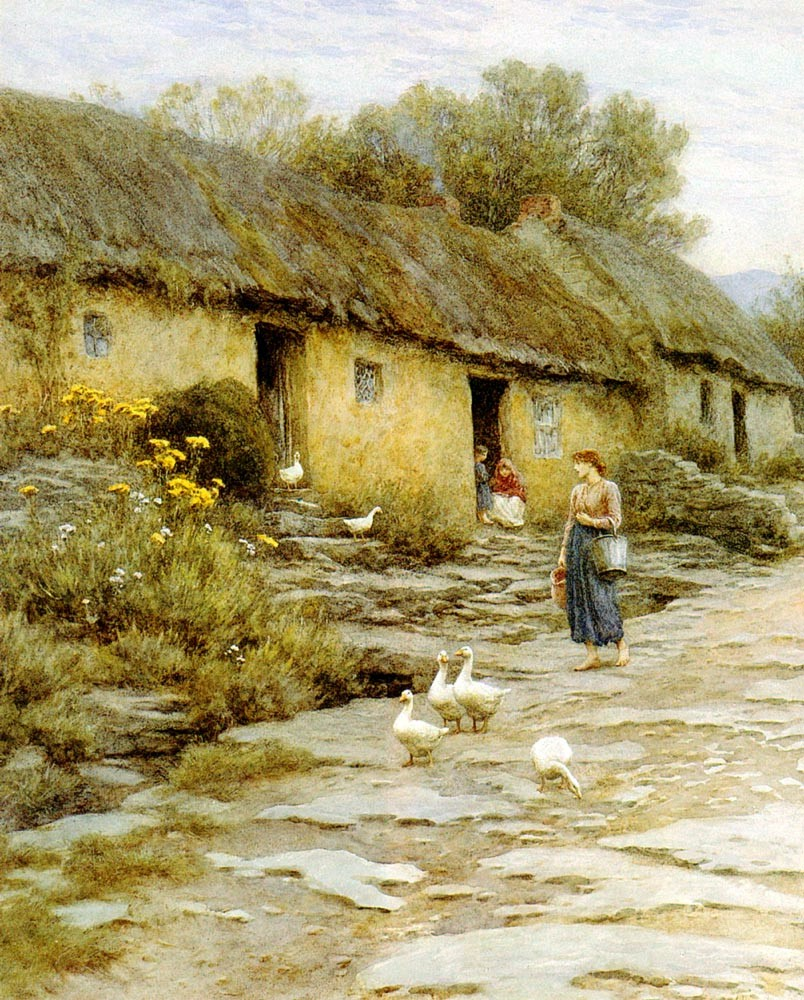
Irish Cottage
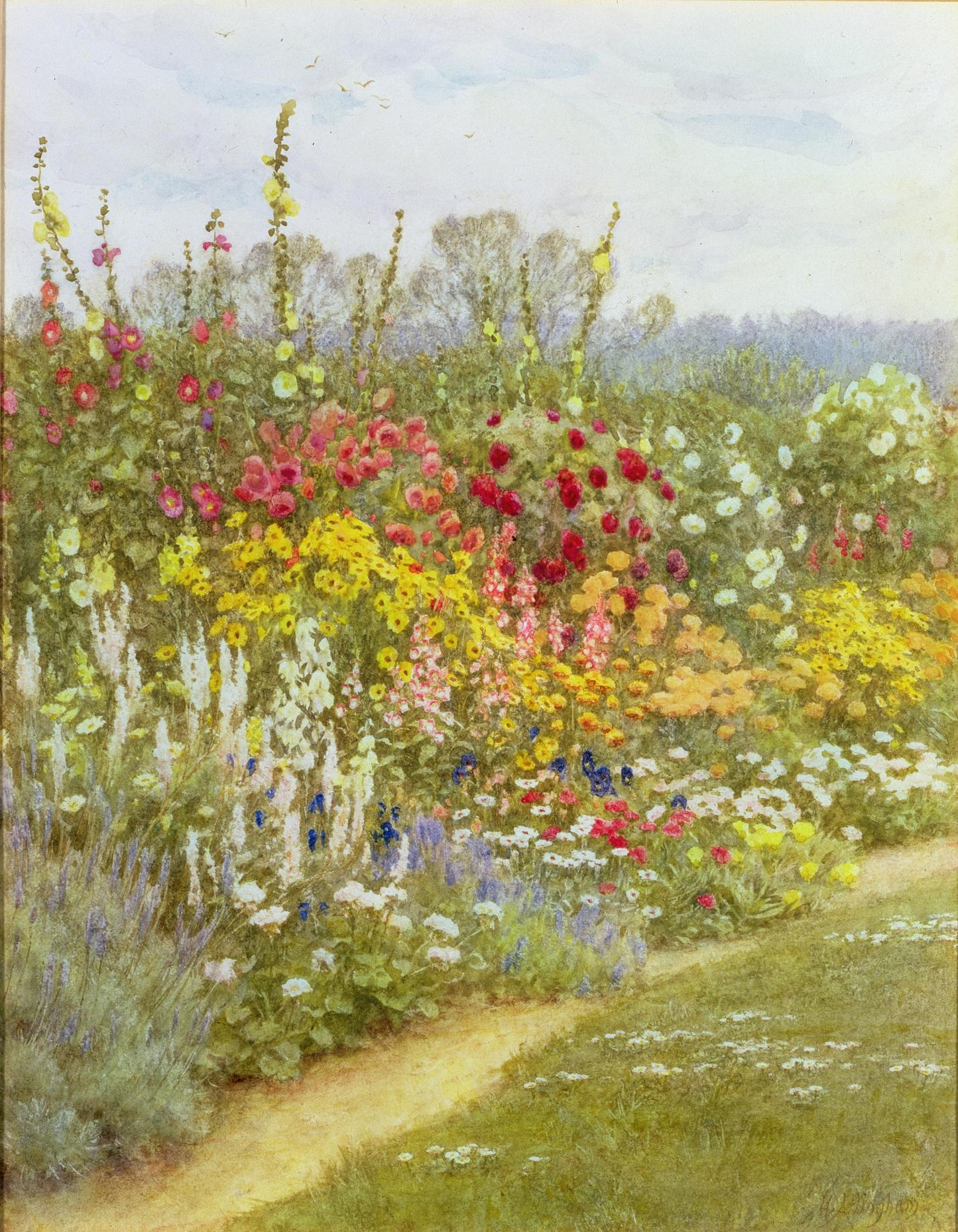
A Herbaceous Border
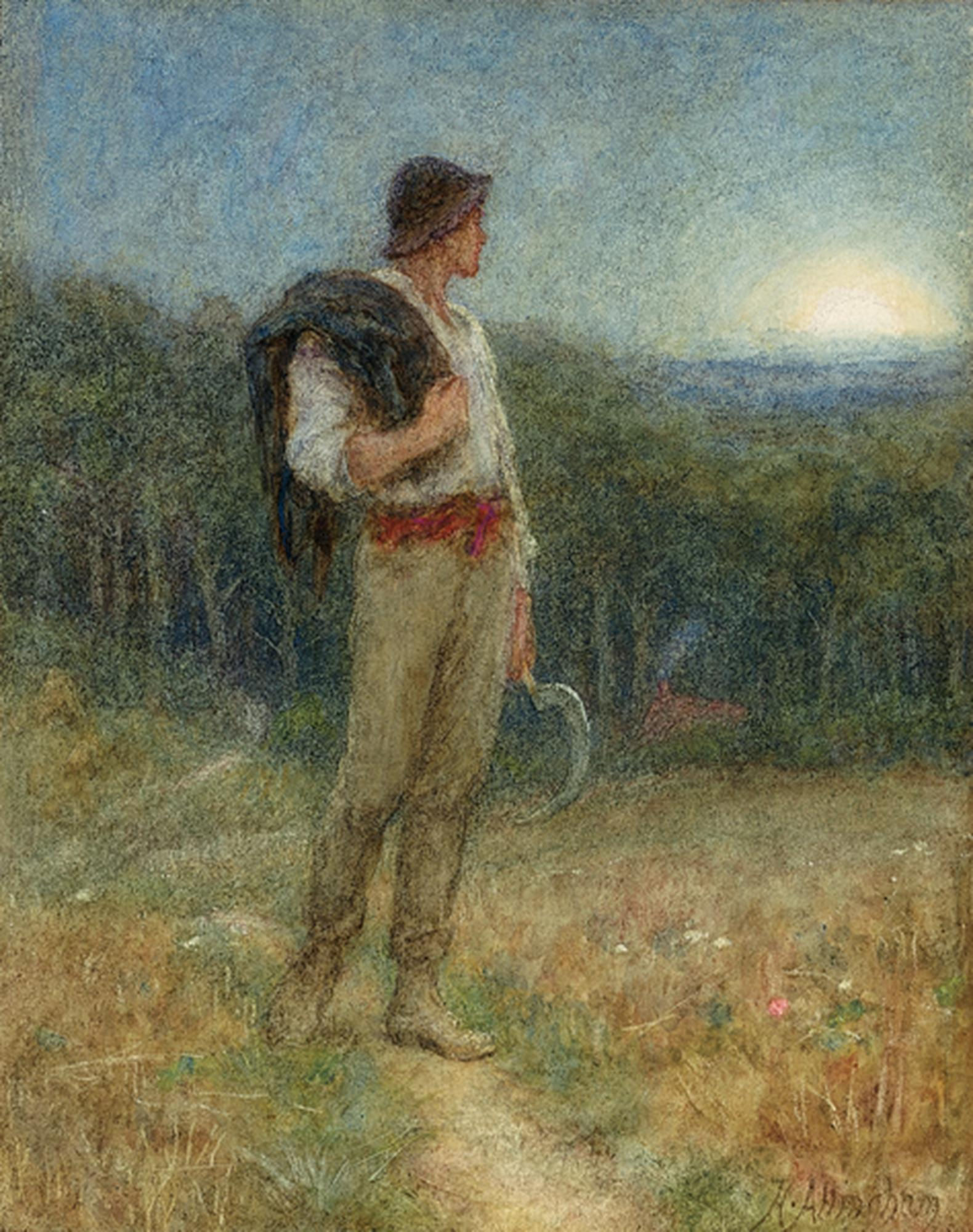
Harvest Moon
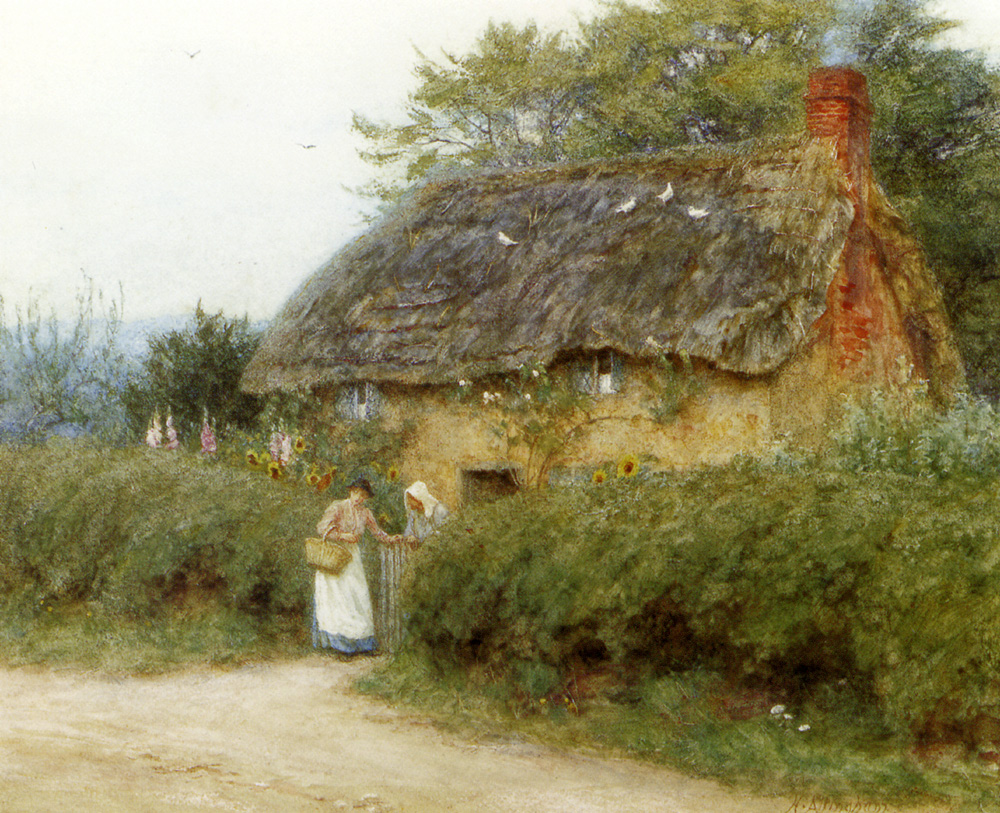
Girasols a Peaslake
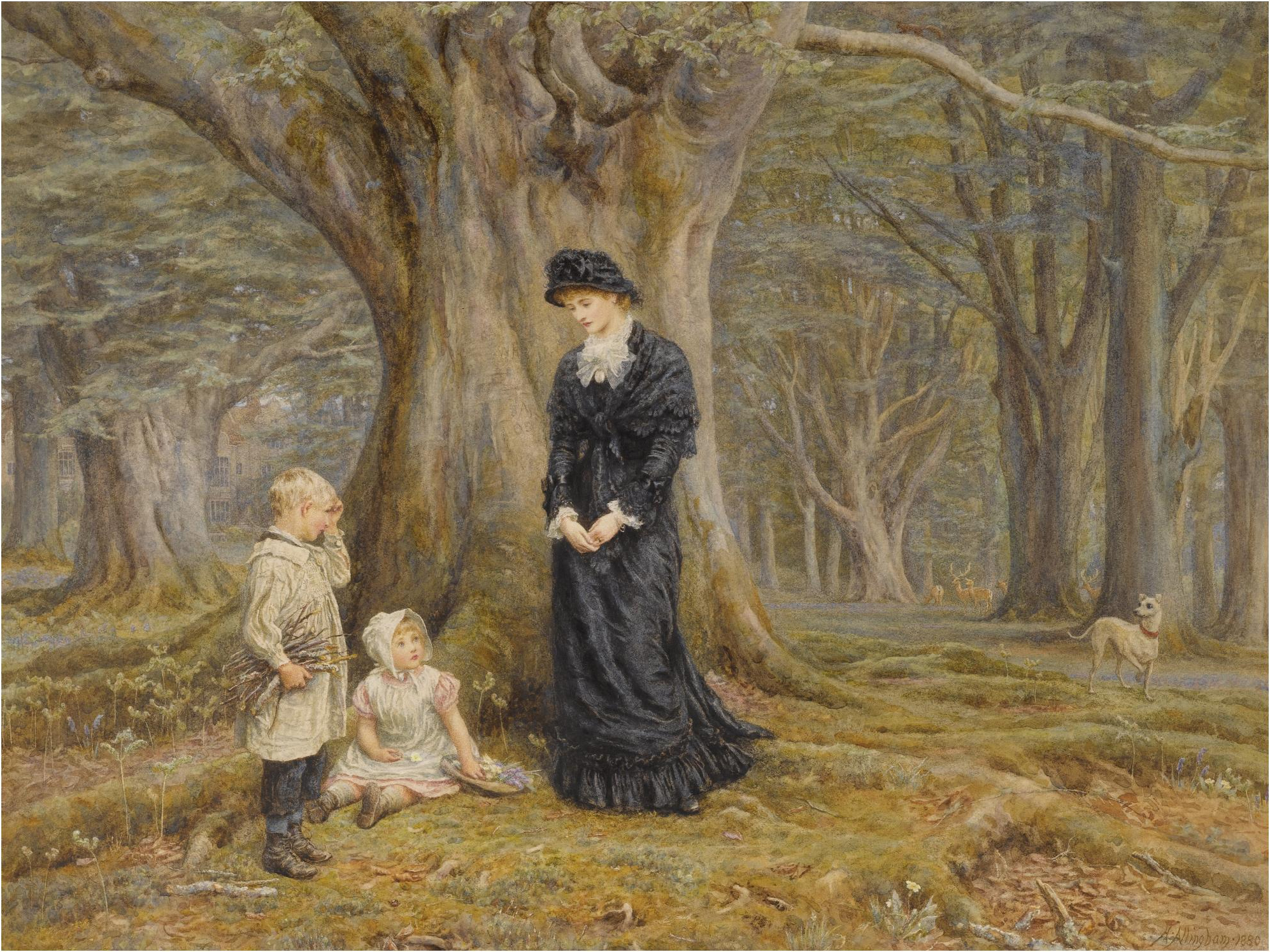
The Lady of the Manor
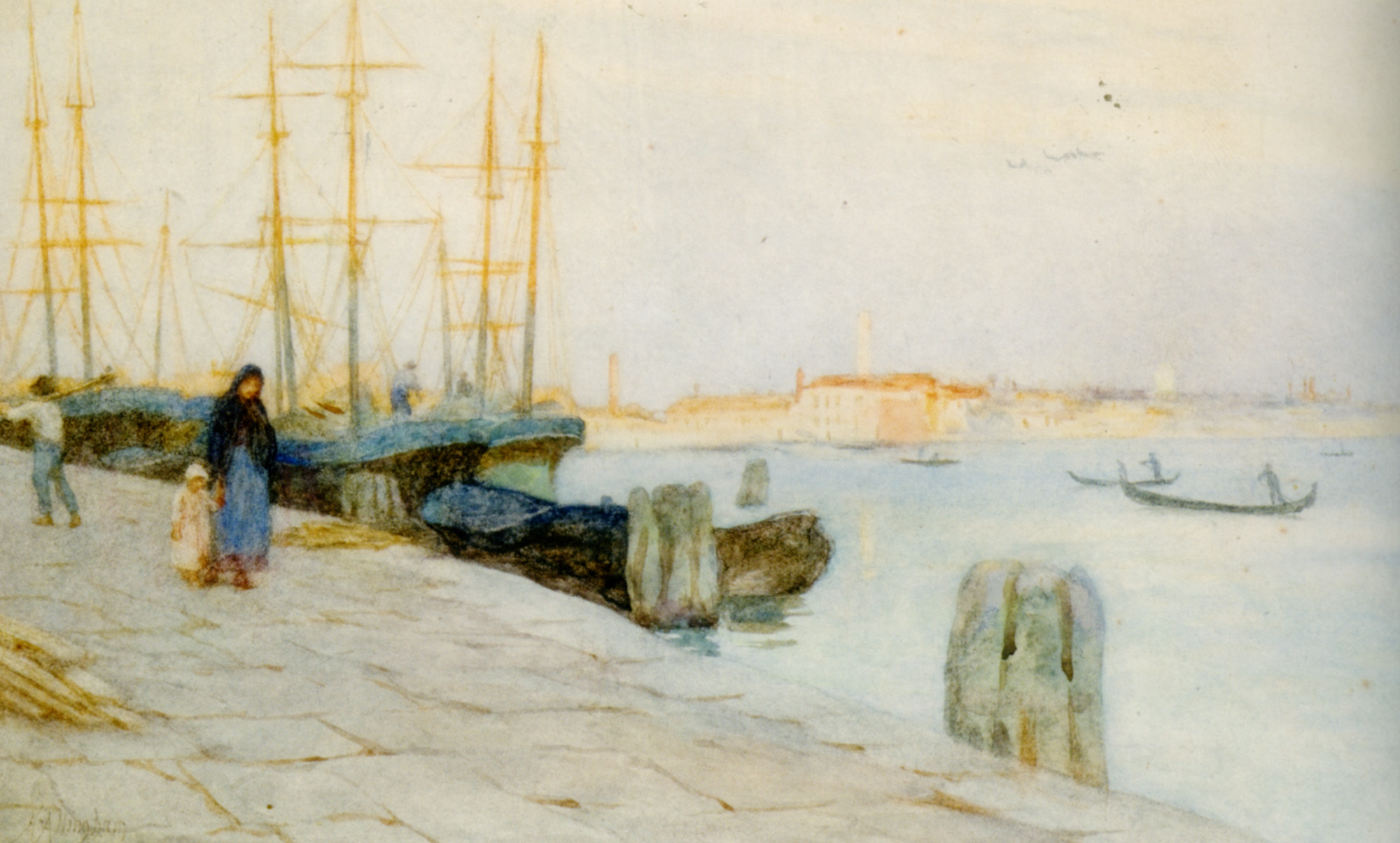
Morning at the Quay in Venice
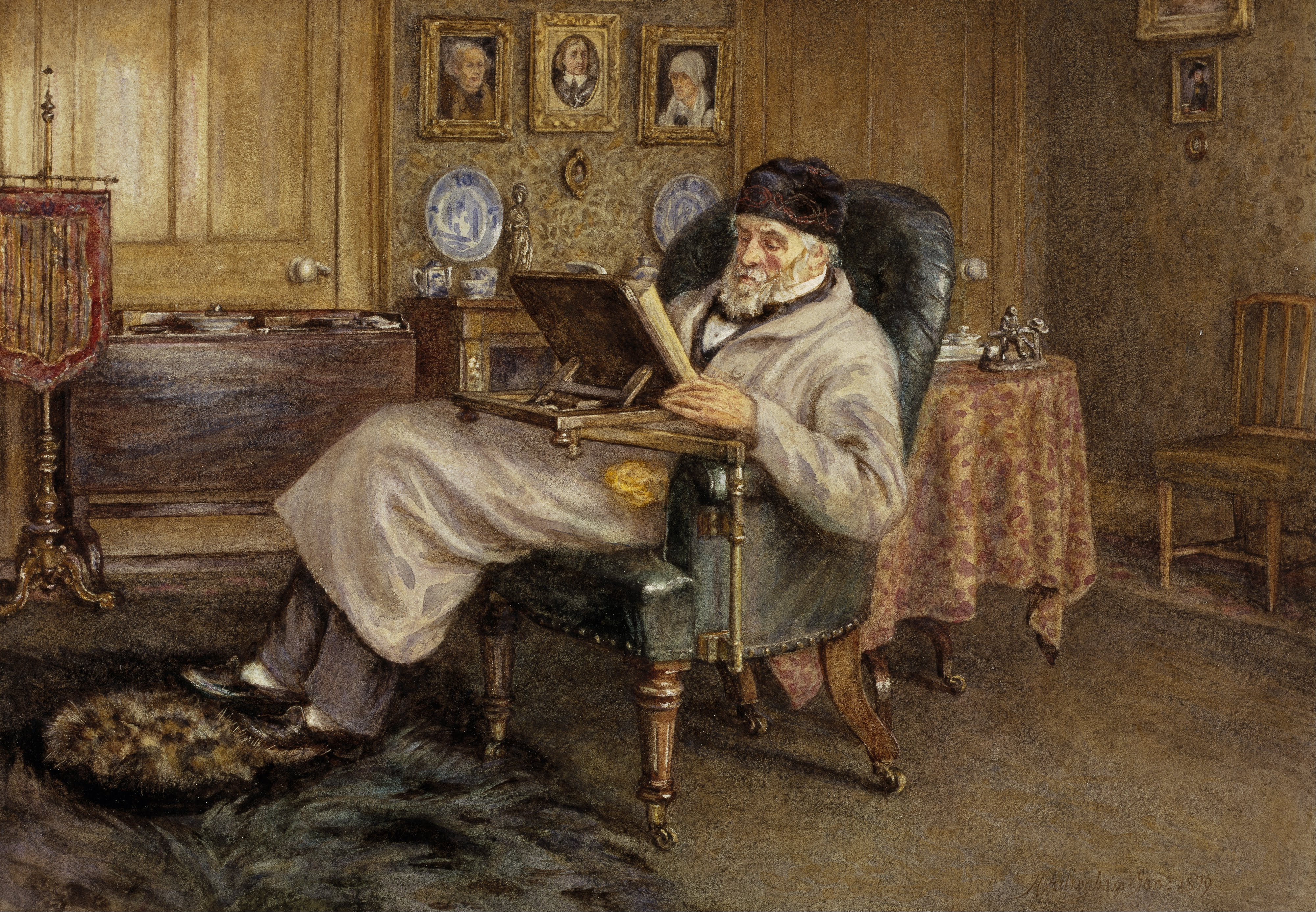
Thomas Carlyle, historiador i assagista (1795–1881)